# Cisco IOS
Cisco IOS (inițial: Internetwork Operating System) este sistemul de operare folosit pe marea majoritate a ruterelor companiei Cisco Systems și pe actualele comutatoare de rețea (switch-uri) Cisco (comutatoarele anterioare rulau pe sistemul CatOS). IOS îmbină funcții de rutare, comutare, telecomunicații și operațiuni inter-rețea, toate acestea fiind integrate într-un sistem de operare.

## Istoric
Prima versiune a IOS a fost scrisă de către William Yeager, un notabil matematician, inginer de software și inventator american.

## Versiuni
Numărul de versiune al sistemului Cisco IOS constă din trei numere și mai multe caractere a.b (c.d) e, unde:
- a — prima ediție.
- b — modificări minore.
- c — versiune proiectată pentru lansare (supusă creșterii numărului numeric)
- d — versiune de dezvoltare nelimitată (data lansării este de obicei)
- e — ediție (specială)

## Etape de dezvoltare și difuzare
1. Limited Deployment (LD) — inițial ediție limitată (durează aproximativ un an de la data livrării primului client).
2. General Deployment (GD) — etapa de implementare generală. În acest stadiu, verificarea finală a stabilității codului și implementarea cu succes a acestuia în toate fondurile furnizate. În același timp, IOS este în curs de actualizare și pregătire pentru lansarea versiunii sale finale.
3. Early Deployment (ED) — etapa la care are loc implementarea inițială este de obicei aceeași cu faza de desfășurare generală.
4. Mature Maintenance (ММ) — etapa de întreținere a produsului finit (numai eliminarea erorilor detectate).
5. Faza de dezafectare (începe aproximativ după doi ani de la eliberarea inițială a produsului). La început, livrarea produselor este oprită (End-Of-Sale — EOS), apoi în curs de dezvoltare (End-Of-Engineering — ЕОЕ), iar erorile detectate nu mai sunt eliminate și în final, produsul ajunge la sfârșitul etapei de operare (End-Of-Life — EOL).

## Funcționalitate furnizată
Există diferite layout-uri IOS care diferă în funcție de funcționalitate, așa-numitele feature sets:
- IP Base — nivelul inițial de funcționalitate este inclus în toate celelalte. Oferă rutare de bază (rute statice, RIP, OSPF, EIGRP pentru IPv4), VLAN (802.1Q și ISL) și NAT.
- IP Services — (pentru switch-urile L3) - protocoale dinamice de rutare, NAT, IP SLA.
- Advanced IP Services — adaugă suport pentru IPv6.
- IP Voice — Adaugă funcționalitatea VoIP și VoFR.
- Advanced Security — Se adaugă IOS/Firewall, IDS, SCTP, SSH și IPSec (DES, 3DES și AES).
- Service Provider Services — Se adaugă Netflow, SSH, BGP, ATM și VoATM.
- Enterprise Base — se adaugă suport L3-protocoale (IPX și AppleTalk, precum și DLSw+, STUN/BSTUN și RSRB.